# Zieria citriodora
Zieria citriodora är en vinruteväxtart som beskrevs av J.A.Armstr.. Zieria citriodora ingår i släktet Zieria och familjen vinruteväxter. Inga underarter finns listade i Catalogue of Life.